# دره غول
کوه دره غول در دهستان پشتکوه موگویی شهرستان فریدون‌شهر، ۲۳ کیلومتری باختر جنوبی فریدون شهر در جنوب شمال روستای کمران با ارتفاع ۳۵۰۰ متر قرار دارد سر چشمه آب خدنگستان و از قلل رشته کوه شاهان کوه از کوهستان زاگرس می‌باشد.